# راسل مارشال
راسل مارشال (انگلیسی: Russell Marshall; ۱۵ فوریهٔ ۱۹۳۶ – ۱۸ ژانویهٔ ۲۰۲۵) سیاستمدار اهل نیوزیلند بود.